# Анейска епархия
Анейската епархия (на гръцки: Ιερά Μητρόπολη Ανέων) е титулярна епархия на Вселенската патриаршия. Диоцезът съществува от 325 до 1922 година с център в град Сокия, на турски Сьоке. От 2018 година титлата Митрополит на Анеа, ипертим и екзарх на Йония (Ο Ανέων, υπέρτιμος και έξαρχος Ιωνίας) се носи от Макарий.

## История
В 325 година Анейската епископия попада под контрола на Ефеската митрополия. Със завладяването на района от османците през 1390 година, епископията е закрита, а град Анеа запустява и център на района става съседният Сокия. През ноември 1806 година е създадена Кринийската и Анейска епископия, подчинена на Ефес, която е разделена на Кринийска и Анейска на 9 май 1883 година. Център на Анейската става Сокия, който започва да се нарича и Анеа. На 21 февруари 1917 година епископията е повишена в митрополия.
Епархията се състои от две несвързани части. Анейската граничи с Илиуполската и Ефеската митрополия (Новоефеската част) на север, Илиуполската на изток и юг и Бяло море на запад. Нотийската част граничи с Кринийската митрополия (Митрополската част) и Ефеската на север, Илиуполската на изток, Илиуполската и Бяло море на юг и Вриулската митрополия на запад. Други градове в епархията са Геротнат (Йенихисар), Вагараси (Багараси) и Ноти (Оздере).
След обмена на население между Гърция и Турция в 1922 година, на територията на епархията не остава православно население.

## Митрополити (до март 1917 година епископи)
| Име        | Име          | Управление                            | Забележка                                                              | Години      |
| ---------- | ------------ | ------------------------------------- | ---------------------------------------------------------------------- | ----------- |
| Константин | Κωνσταντίνος | 9 май 1883 – 2 ноември 1902           | от мириненски т.е. (септември 1875), подал оставка                     | 1847 – 1912 |
| Антим      | Άνθιμος      | 2 ноември 1902 – 1917 †               | от аркадиуполски т.е. (11 януари 1883)                                 | 1852 – 1917 |
| Александър | Αλέξανδρος   | 21 февруари 1917 – 19 февруари 1922   | от мириненски т.е. (18 юли 1910), в пергамски, от март 1917 митрополит | 1878 – 1958 |
| Тома       | Θωμάς        | 26 февруари 1922 – 2 април 1927       | в принцовоостровен м.                                                  | 1889 – 1966 |
| Николай    | Νικόλαος     | 15 февруари 1972 – 15 октомври 1872 † | от имброски м.                                                         | 1903 – 1972 |
| Полиевкт   | Πολύευκτος   | 30 април 1974 – 2 февруари 1988 †     | от шведски м.                                                          | 1912 – 1988 |
| Методий    | Μεθόδιος     | 24 ноември 1997 – 20 декември 2002    | от бостънски е., в бостънски м.                                        | 1946 -      |
| Макарий    | Μακάριος     | 10 юли 2018 -                         | от лампсакски е.                                                       | 1937 -      |